# Lester Martínez López
Lester Martínez López (nacido 1955) es un funcionario del gobierno estadounidense que se desempeña como Subsecretario de Defensa para Asuntos de Salud desde 2023. Mientras estuvo en el Ejército de los Estados Unidos, Martínez López fue el primer hispano a dirigir el comando médico y de investigación del ejército en Fort Detrick, Maryland. Sus responsabilidades incluyeron supervisar al Instituto de Investigación Médica del Ejército de Enfermedades Infecciosas, que desarrolla antídotos y vacunas contra enfermedades soldados pueden enfrentar el campo de batalla.

## Biografía

### Juventud y educación
Martínez López nació en la ciudad de Mayagüez, ubicada en la costa occidental de Puerto Rico, pero fue criado y educado en la ciudad de  Maricao. En 1978, graduó de la Escuela de Medicina en la Universidad de Puerto Rico.

### Carrera militar
En 1978, Martínez López alistó en el Ejército de los Estados Unidos y fue estacionado a Fort Bragg en Carolina del Norte, donde estudio medicina familiar. Era parte de una fuerza multinacional en Líbano después de la invasión de 1982 Israel. En 1983, completó su Magíster en Salud Pública en la Universidad Johns Hopkins con un enfoque en las ciencias de la salud ambiental. En 1995, Martínez López fue director de las fuerzas médicas de Estados Unidos a Haití, y tres años después, en 1998, supervisó las operaciones de alivio militar para 8.500 víctimas de Huracán Mitch en América Central.

#### Mando de Material e Investigación Médica del Ejército de los Estados Unidos
El 22 de marzo de 2002, Martínez López asumió el mando de Material e Investigación Médica del Ejército de los Estados Unidos (USAMRMC). Las investigaciones del mando incluye vacunas para dengue, Bacillus anthracis y hepatitis; Anti-virales para viruela y contramedidas para peligros ambientales, biológicos y químicos.
Como comandante de USAMRMC, Martínez López administró más de 4,600 instalaciones civiles, militares y contractuales en los seis laboratorios de investigación médica del Ejército en todo el país. También bajo su mando fueron más de seis centros de apoyo a través de la contratación, logística médica, la planificación médica, y de tecnología de la información.

### Carrera civil
Martínez López se retiró del Ejército estadounidensis en 2005 y fue nombrado Vicepresidente y Administrador del Hospital General Lyndon B. Johnson en Houston, Texas.  Después fue jefe médico en el Hospital Regional de Brandon en  Brandon, Florida. Martínez López pertenece a varias organizaciones profesionales, entre ellas la Junta Americana de Medicina Familiar y la Junta Americana de Medicina Preventiva. También es miembro de la Academia Americana de Médicos de Familia.

### Nominación para Subsecretario de Defensa para Asuntos de Salud
El 17 de noviembre de 2021, el Presidente estadounidense nominó a Lester Martínez López para el puesto de Subsecretario de Defensa para Asuntos de Salud. El 10 de enero de 2022, la Casa Blanca presentó la nominación al Senado de los Estados Unidos, donde se remitió al Comité de Servicios Armados.